# Pitmedden House

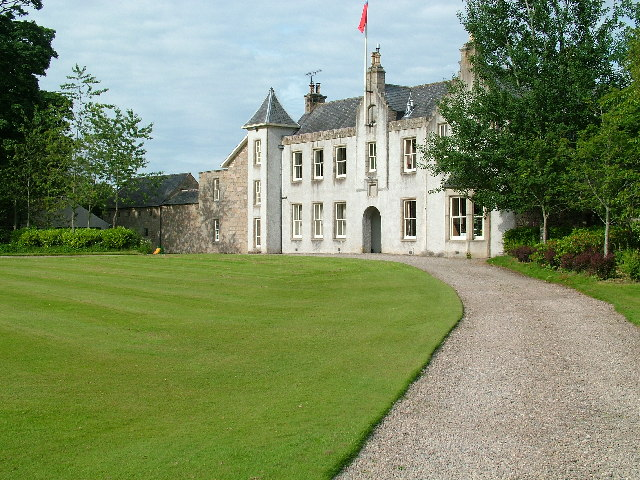
Pitmedden House

Pitmedden House ist ein zweistöckiges Herrenhaus in der schottischen Ortschaft Pitmedden in der Council Area Aberdeenshire. 1971 wurde das Bauwerk in die schottischen Denkmallisten in der Denkmalkategorie B aufgenommen. 2006 wurde das Gebäude in die Kategorie C abgestuft. Der zugehörige Pitmedden Great Garden ist hingegen als Denkmal der höchsten Kategorie A eingestuft. Das Gesamtanwesen ist im schottischen Register für Landschaftsgärten verzeichnet. In zwei von sieben Kategorien wurde das höchste Prädikat „herausragend“ verliehen.

## Geschichte
Spätestens im Jahre 1430 befand sich ein Gebäude am Standort. 1603 erwarb James Seton das Anwesen. Es war Alexander Seton, 1. Baronet, der 1675 mit der Anlage der Gärten begann. 1807 oder 1818 verheerte ein Brand das Herrenhaus. Um 1860 ließ William Coote Seton die Ruine von Pitmedden House abtragen und das heutige Herrenhaus erbauen. Aus einer Zeichnung der Ruine aus dem Jahre 1838 ist ersichtlich, dass es sich damals bereits um ein U-förmiges Gebäude handelte. Mit dem Neubau wurde die Ausrichtung des „U“ jedoch verkehrt. Der letzte Eigentümer übergab das Anwesen 1952 an den National Trust for Scotland, der es seitdem betreut. 1980 wurde in den ehemaligen Stallungen ein Bauernhofmuseum eröffnet. Pitmedden House wurde 2019 von mehr als 51.000 Menschen besucht. 2024 betrug die Besucherzahl etwa 59.000 Personen.

## Pitmedden Great Garden

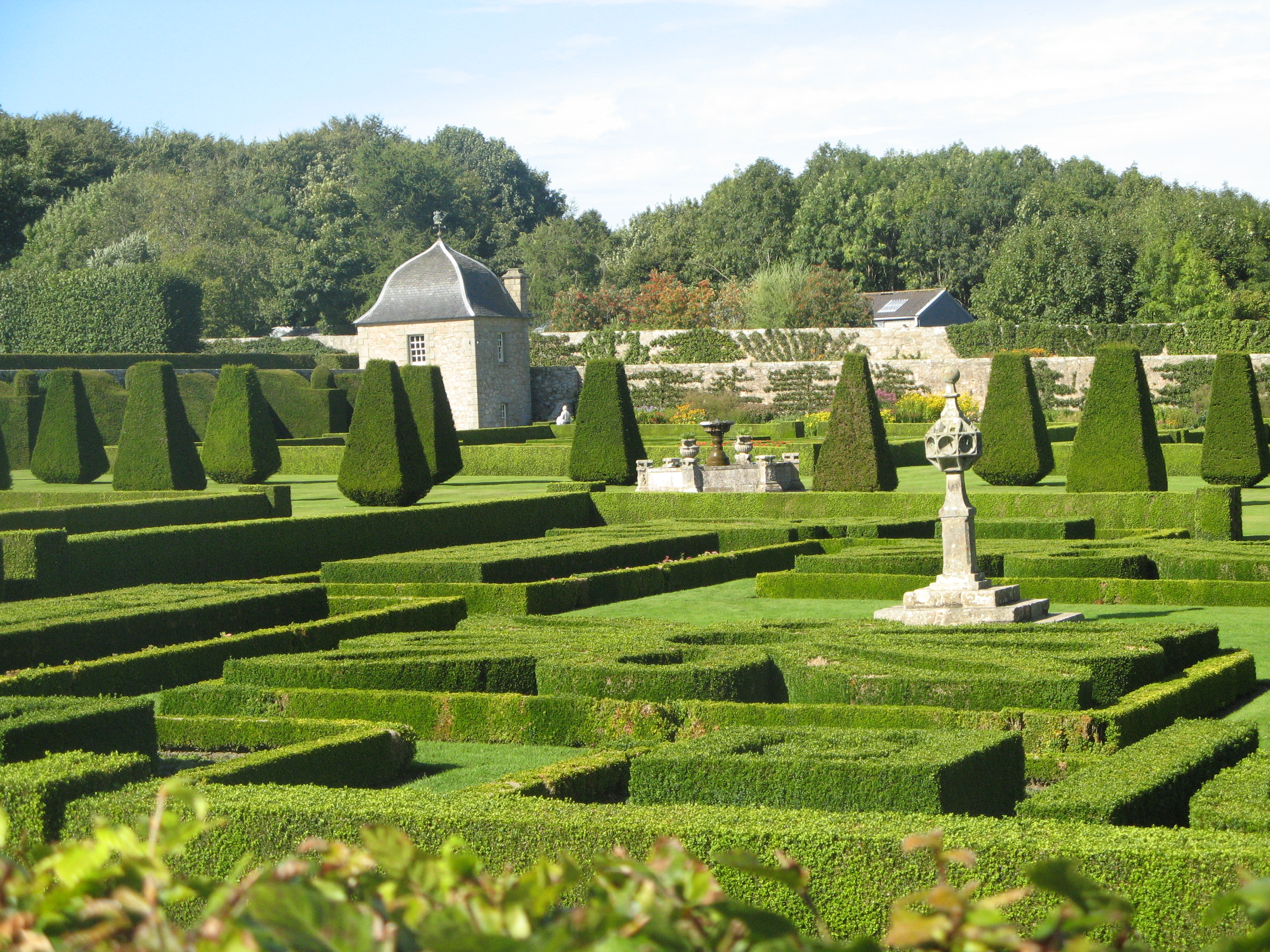
Blick über einen Teil des Pitmedden Great Garden

Das Herrenhaus steht inmitten eines weitläufigen Anwesens am Nordostrand von Pitmedden. Der Pitmedden Great Garden nimmt ein 175 m × 145 m weites Areal an der Ostseite des Anwesens ein. Die südliche Terrasse wurde im Laufe des 18. Jahrhunderts zerstört und nur teilweise wiederaufgebaut. Die Gärten gliedern sich in den oberen Teil nahe dem Herrenhaus und dem tiefergelegenen unteren Teil im Osten.
Eine hohe Bruchsteinmauer umfriedet die unteren Gärten. Von ihren beiden westgerichteten Ecken erheben sich zweistöckige Pavillons, die mit geschwungenen Hauben abschließen. Im Erdgeschoss sind sie mit Gewölbe ausgeführt. Ein Brunnen im oberen Garten wurde 1956 nach dem ursprünglich auf der Südterrasse befindlichen Brunnen neu gebaut. Er trägt einen Würfel mit vier maskenbedeckten Gesichtern aus dem 17. Jahrhundert. Schlichte, rustizierte Pfeiler mit abschließenden skulpturierten Ananasfrüchten flankieren den Zugang zur Treppe zwischen oberem und unterem Garten. Der zentrale Brunnen der unteren Gärten wurde 1956 aus Fragmenten wiederaufgebaut. Er besteht aus einem oktogonalen Becken und einem zentralen, reich ornamentierten Baluster, der in einer Schale ausläuft. Die ursprünglich nordwestlich von Pitmedden House positionierte Sonnenuhr wurde 1958 in die Gärten versetzt. Sie steht auf einer oktogonalen, dreistufigen Plinthe und ragt 2,7 m in die Höhe. Auf ihrem schlichten Schaft sitzt ein oktogonaler Kopf mit Zifferblättern.